# آلية أفليك دين
إن آلية أفليك دين (Affleck–Dine mechanism) أو (آلية أي دي) هي آلية افتراضية لشرح بدء الخلق أثناء العالم البدائي عقب الانفجار العظيم مباشرة. ولذا، قد تقدم آلية أي دي شرحًا لعدم التناسق بين المادة والمادة المضادة في عالمنا الحالي. وظهرت هذه النظرية في سنة 1985 على يد أيان أفليك ومايكل دين من جامعة برينستون.
وفي نظرية التناظر الفائق في مجال فيزياء الجسيمات يكون لـالكوارك واللبتون شركاء قياسيون غير متجهين يحملون أعداد باريون ولبتون. وحيث أن الأخير تحلل إلى فرميونات في العالم القديم أصبح عدد الباريون الصافي يشكل الزيادة المرصودة الحالية للباريونات العادية. وهذا ناجم عن التداخل بين المضروب العددي ومجال التضخم مما أسفر عن خرق تناظر الشحنة السوية.
وحدثت آلية أي دي أثناء أو بعد حدث إعادة التسخين الذي أعقب التضخم الكوني. وهذا ربما يكون تفسيرًا للحجم الصافي لحقيقة أن المادة العادية والمادة المظلمة يبدوان وكأنهما قريبان بعضهما إلى بعض، بدلاً من أن يكونا بعيدين كل البعد بعضهما عن بعض.